# Wierzbiec
Wierzbiec is een dorp in de Poolse woiwodschap Opole. De plaats maakt deel uit van de gemeente Prudnik en telt 219 inwoners.

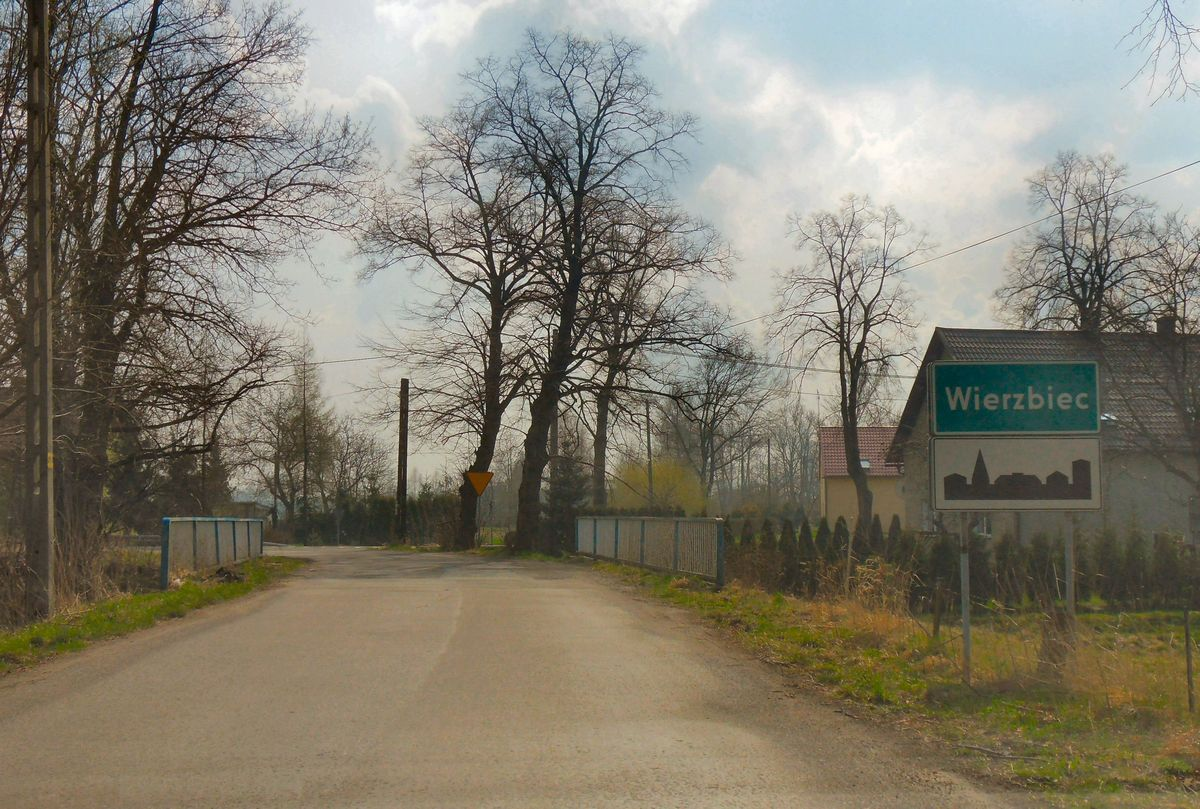